# Stay Alive – Ezt éld túl!
A Stay Alive – Ezt éld túl! (eredeti cím: Stay Alive) 2006-ban bemutatott amerikai természetfeletti horrorfilm, melyet saját és Matthew Peterman forgatókönyvéből William Brent Bell rendezett. A film egyik producere McG volt. A főbb szerepekben Jon Foster, Samaire Armstrong, Frankie Muniz, Jimmi Simpson, Milo Ventimiglia, Sophia Bush és Adam Goldberg látható.
2006. március 24-én mutatták be az Amerikai Egyesült Államokban. Magyarországon DVD-n jelent meg szinkronizálva. Általánosságban negatív értékeléseket kapott a kritikusoktól.

## Cselekmény
A Stay Alive című videójáték lejátszása után Loomis Crowley, a szobatársa Rex, és a barátnője, Sarah ugyanúgy halnak meg a valóságban, mint a karaktereik.
Loomis temetésén, a barátja Hutch találkozik Abigail-el – Sarah barátjával és átadják neki Loomis néhány holmiját, köztük a Stay Alive-t. Hutch, a barátja October és testvére Phineus úgy dönt, hogy csoportosan elkezdik játszani a játékot. Hamar csatlakozik Abigail és egy másik barát, Swink, valamint Hutch főnöke, Miller is, aki online játszik az irodájában.
A játék egy elhagyatott kastélyban játszódik, ami a Gerouge-ültetvényen helyezkedik el, ám a játék csak akkor kezdődik el, ha a hat játékos egyszerre mondja el az "Erzsébet imát"; mindazok akik ellenállnak, meghalnak és az áldozatok vére megtisztítja Báthori Erzsébet grófnőt, amelytől szépsége örök marad. A játékosok ezután elkezdenek harcolni a gonosz szellem gyerekekkel a temetőben, a mauzóleum és a torony felé haladva. Miller utasítja Hutch-ot, hogy vegye fel a rózsát. October, az okkult irodalom olvasója elmagyarázza, hogy az élőholt szellemek nem bánthatják a karaktert mindaddig, amíg van nála egy vadrózsa. A többiektől elkülönülve Miller egy rózsát dob az élőhalott lányok szellemének feloszlására. A rózsából egy piros ruhás nő jelenik meg és leszúrja Miller védtelen karakterét. A csoport úgy dönt, hogy abbahagyja a játékot egy éjszakára. Percekkel később, a grófnő megjelenik Miller irodájában, és végez vele, pontosan úgy, mint a játékban.
Két nyomozó, Thibodeaux és King megkérdőjelezik Hutch-ot az emberölésekről. Hutch rájön, hogy Loomis és Miller közvetlenül a haláluk előtt játszották a Stay Alive játékot, és hogy ugyanúgy meghaltak, mint a karaktereik. Később, October Báhtori után kutat és megtudja, hogy kiszívja a fiatal nők vérét és fürdik benne, hogy fenntartsa fiatalságát. Gyengesége a tükrök voltak, mert nem tudta elviselni azt, ahogyan öregszik. Phineus másutt úgy dönt, hogy egyedül játszik, és annak ellenére, hogy abbahagyja a játékot, mielőtt karaktere meghalhatott volna, a valós életben viszont meggyilkolják, amikor egy lovas kocsi halálra gázolja őt. A túlélők megállapodnak abban, hogy abbahagyják a Stay Alive játékot, amíg többet meg nem tudnak róla. King nyomozó azonban figyelmen kívül hagyja Swink figyelmeztetését és addig játszik, amíg a karaktere meg nem hal. King egy játékboltban keresi a Stay Alive játékot, ám az eladó még soha nem hallott róla, majd King később az autójában hal meg, amint elhagyja a boltot.
Hutch és Abigail átkutatják Loomis házát, és megtudják a játékfejlesztő helyét: az igazi Gerouge-ültetvényt. October felfedezi, hogy az igazi Báthori grófnőt, a szörnyű cselekedetei miatt bezárták birtokának tornyába bűnbánásért, és megígérte, hogy egy nap visszatér bosszúból, amit most meg tud tenni, mivel Erzsébet imája feltámasztotta. October kideríti, hogy a grófnő csak úgy ölhető meg, ha három szöget belevernek a testébe, hogy csapdába essen gonosz lelke. October meglátja a grófnőt egy építés alatt álló házban, és megpróbálja megölni Phineas bosszúja érdekében, de rájön, hogy csak a szelleme; ekkor a grófnő fejjel-lefelé lógatja fel és elhasítja a torkát. A három túlélő rájön, hogy a játék önmagában is játszódik, ha ők nem is játsszák. Swink egy furgonban marad és egyedül játssza a játékot a laptopján, hogy elvonja Báthori figyelmét, míg Hutch és Abigail megkeresik a Gerouge-ültetvényt.
A grófnő csalást kezdeményez, és megérkezik a hintójával, hogy megölje Swinket a való életben annak ellenére, hogy a karaktere még mindig él. Swink úgy dönt, hogy berohan az erdőbe, mígnem beleesik egy vadrózsabokorba, és a laptopján látszódik, hogy megölte őt a grófnő az ollóival. Hutch és Abigail visszatér a furgonhoz, és látják Swink halott karakterét. Fogják a laptopot és néhány vadrózsát, amelyeket eldobnak, hogy megakadályozzák az élőhalott gyermekek támadását, amikor áthaladnak a temetőben a torony felé. Amikor Hutch elválasztódik Abigail-től, nélküle folytatja a rituálét Báthori testén. Báthori fantomja megtámadja Abigailt, akinek maradt még egy rózsája. A torony tetején Hutch megtalálja Báthori Erzsébet megőrzött, semleges testét, és három szöget üt belé, ekkor a szelleme eltűnik Abigail elől. Amikor Báthori teste újjáéled, Hutch visszahúzódik és egy petróleumlámpa esik le földre, a benne lévő olaj pedig szétfolyik. Emlékezve arra, hogy a grófnő gyűlöli a tükröket, Hutch a fényvisszaverő laptop segítségével visszatartja őt, mielőtt a szobát beborítják a lángok. Swink, aki még mindig életben van, mivel korábban egy rózsabokorba esett bele, betör Abigail-el az ajtón és megmentik Hutch-ot. Ahogy Báthori teste elég, a trió elhagyja a tornyot.
Eközben a korábbi játékbolt eladja a Stay Alive példányait.

## Szereplők
| Szereplő           | Színész           | Magyar hang        |
| ------------------ | ----------------- | ------------------ |
| Hutch              | Jon Foster        | Zámbori Soma       |
| Swink              | Frankie Muniz     | Bódy Gergely       |
| Abigail            | Samaire Armstrong | Peller Mariann     |
| October            | Sophia Bush       | Böhm Anita         |
| Phineus            | Jimmi Simpson     | Szvetlov Balázs    |
| Thibodeaux nyomozó | Wendell Pierce    | Tóth Zoltán        |
| King nyomozó       | Rio Hackford      |                    |
| Loomis Crowley     | Milo Ventimiglia  | Karácsonyi Zoltán  |
| Miller Banks       | Adam Goldberg     | Vincze Gábor Péter |
| Grófnő             | Maria Kalinina    |                    |
| Rex                | Billy Slaughter   |                    |
| Sarah              | Nicole Oppermann  |                    |

## Fogadtatás
A Metacritic oldalán a film értékelése 24% a 100-ból, ami 17 véleményen alapul. A Rotten Tomatoeson a Stay Alive – Ezt éld túl! 10%-os minősítést kapott, 59 értékelés alapján.

## Fordítás
- Ez a szócikk részben vagy egészben  a   Stay Alive című angol Wikipédia-szócikk fordításán alapul.  Az eredeti cikk szerkesztőit annak laptörténete sorolja fel. Ez a jelzés csupán a megfogalmazás eredetét és a szerzői jogokat jelzi, nem szolgál a cikkben szereplő információk forrásmegjelöléseként.